# Žeje, Postojna
Žeje este o localitate din comuna Postojna, Slovenia, cu o populație de 58 de locuitori.